# ТМЗ-804

ТМЗ-804

ТМЗ-804 — причіп-розпуск, призначений для перевезення лісу та інших вантажів довжиною від 6 до 8,5 м у зчепі з автомобілями ЗІЛ, обладнаними кониками. Випускався Тавдинським механічним заводом (Свердловська область, РСФСР) в період з 1966 по 1975 роки.

## Модифікації
- Причіп ТМЗ-804А (1966—1975) на відміну від ТМЗ-804 не має гальм, дещо легший і переважно призначений для роботи поза дорогами.

## Технічні характеристики
| Параметр                                    | Параметр                                    | Характеристика                    | Характеристика                    |
| ------------------------------------------- | ------------------------------------------- | --------------------------------- | --------------------------------- |
| Вантажопідйомність, кг                      | Вантажопідйомність, кг                      | 5000                              | 5000                              |
| Власна маса, кг                             | ТМЗ-804                                     | 1 332                             |                                   |
| Власна маса, кг                             | ТМЗ-804А                                    | 1 150                             |                                   |
| Габаритні розміри, мм                       | довжина з дишлом                            | 3 180                             |                                   |
| Габаритні розміри, мм                       | ширина                                      | 2 365                             |                                   |
| Габаритні розміри, мм                       | висота без навантаження                     | 2 500                             |                                   |
| Колія, мм                                   | Колія, мм                                   | 1 790                             | 1 790                             |
| Дорожній просвіт, мм                        | Дорожній просвіт, мм                        | 435                               | 435                               |
| Корисна ширина коника, мм                   | Корисна ширина коника, мм                   | 2 075                             | 2 075                             |
| Висота стійок коника, мм                    | Висота стійок коника, мм                    | 1 015                             | 1 015                             |
| Завантажувальна висота без навантаження, мм | Завантажувальна висота без навантаження, мм | 1 420                             | 1 420                             |
| Підвіска                                    | Підвіска                                    | на двох напівеліптичних ресорах   | на двох напівеліптичних ресорах   |
| Кількість коліс                             | Кількість коліс                             | 4                                 | 4                                 |
| Розмір шин                                  | Розмір шин                                  | 260–20                            | 260–20                            |
| Внутрішній тиск повітря в шинах, кгс/см²    | Внутрішній тиск повітря в шинах, кгс/см²    | 4,5                               | 4,5                               |
| Гальма причепа ТМЗ-804                      | Гальма причепа ТМЗ-804                      | барабанні з пневматичним приводом | барабанні з пневматичним приводом |